# Szlovákia az 1996. évi nyári olimpiai játékokon
Szlovákia az egyesült államokbeli Atlantában megrendezett 1996. évi nyári olimpiai játékok egyik részt vevő nemzete volt. Az országot az olimpián 14 sportágban 71 sportoló képviselte, akik összesen 3 érmet szereztek. Szlovákia önállóan először vett részt a nyári olimpiai játékokon, és a szlalom kenus Michal Martikán révén első olimpiai aranyérmét is megszerezte.

## Érmesek
| Érem  | Versenyző           | Sportág       | Versenyszám              |
| ----- | ------------------- | ------------- | ------------------------ |
| Arany | Michal Martikán     | Kajak-kenu    | Férfi szlalom kenu egyes |
| Ezüst | Slavomír Kňazovický | Kajak-kenu    | Férfi kenu egyes 500 m   |
| Bronz | Gönci József        | Sportlövészet | Férfi sportpuska fekvő   |

## Asztalitenisz
Női
| Versenyző          | Versenyszám | Csoportkör                                                                           | Csoportkör | Nyolcaddöntő      | Negyeddöntő       | Elődöntő          | Döntő             | Helyezés |
| Versenyző          | Versenyszám | Ellenfél Eredmény                                                                    | Hely.      | Ellenfél Eredmény | Ellenfél Eredmény | Ellenfél Eredmény | Ellenfél Eredmény | Helyezés |
| ------------------ | ----------- | ------------------------------------------------------------------------------------ | ---------- | ----------------- | ----------------- | ----------------- | ----------------- | -------- |
| Valentina Popovová | Egyes       | D csoport · Amy Feng (USA) · 0:2 · Liu Vej (CHN) · 1:2 · Berta Rodríguez (CHI) · 2:0 | 3.         | kiesett           | kiesett           | kiesett           | kiesett           | 33.      |

## Atlétika
Férfi
| Versenyző      | Versenyszám     | Előfutam | Előfutam | Előfutam | Negyeddöntő | Negyeddöntő | Negyeddöntő | Elődöntő | Elődöntő | Elődöntő | Döntő    | Döntő    |
| Versenyző      | Versenyszám     | Idő      | Hely.    | Össz.    | Idő         | Hely.       | Össz.       | Idő      | Hely.    | Össz.    | Idő      | Helyezés |
| -------------- | --------------- | -------- | -------- | -------- | ----------- | ----------- | ----------- | -------- | -------- | -------- | -------- | -------- |
| Štefan Balošák | 400 m           | 45,86    | 3.       | 21.      | 45,32       | 4.          | 17.         | 45,59    | 6.       | 14.      | kiesett  | kiesett  |
| Miroslav Vanko | 5000 m          | 13:54,88 | 6.       | 16.      |             |             |             | 13:51,45 | 12.      | 12.      | kiesett  | kiesett  |
| Miroslav Vanko | 10 000 m        | 29:17,53 | 18.      | 33.      |             |             |             |          |          |          | kiesett  | kiesett  |
| Róbert Štefko  | 10 000 m        | 29:03,80 | 14.      | 28.      |             |             |             |          |          |          | kiesett  | kiesett  |
| Igor Kováč     | 110 m gát       | 13,62    | 1.       | 16.      | 13,70       | 7.          | 25.         | kiesett  | kiesett  | kiesett  | kiesett  | kiesett  |
| Jozef Kucej    | 400 m gát       | 50,31    | 6.       | 39.      |             |             |             | kiesett  | kiesett  | kiesett  | kiesett  | kiesett  |
| Róbert Valíček | 20 km gyaloglás |          |          |          |             |             |             |          |          |          | 1:27:27  | 38.      |
| Pavol Blažek   | 20 km gyaloglás |          |          |          |             |             |             |          |          |          | 1:29:41  | 46.      |
| Igor Kollár    | 20 km gyaloglás |          |          |          |             |             |             |          |          |          | kizárták | kizárták |
| Roman Mrázek   | 50 km gyaloglás |          |          |          |             |             |             |          |          |          | 3:58:20  | 20.      |
| Štefan Malík   | 50 km gyaloglás |          |          |          |             |             |             |          |          |          | 3:58:40  | 21.      |
| Peter Tichý    | 50 km gyaloglás |          |          |          |             |             |             |          |          |          | 4:10:55  | 32.      |

| Versenyző          | Versenyszám   | Selejtező | Selejtező | Döntő    | Döntő    |
| Versenyző          | Versenyszám   | Eredmény  | Helyezés  | Eredmény | Helyezés |
| ------------------ | ------------- | --------- | --------- | -------- | -------- |
| Jaroslav Žitňanský | Diszkoszvetés | 51,50 m   | 38.       | kiesett  | kiesett  |

Női
| Versenyző          | Versenyszám | Selejtező | Selejtező | Döntő    | Döntő    |
| Versenyző          | Versenyszám | Eredmény  | Helyezés  | Eredmény | Helyezés |
| ------------------ | ----------- | --------- | --------- | -------- | -------- |
| Alica Javadová     | Magasugrás  | 185 cm    | 25.*      | kiesett  | kiesett  |
| Galina Čisťakovová | Távolugrás  | 633 cm    | 22.       | kiesett  | kiesett  |
| Galina Čisťakovová | Hármasugrás | 14,14 m   | 13.       | kiesett  | kiesett  |

* - egy másik versenyzővel azonos eredményt ért el

## Birkózás
Szabadfogású
| Versenyző       | Versenyszám | 32-es főtábla                         | Nyolcaddöntő                         | Negyeddöntő                       | Elődöntő                      | Vigaszág 2. kör                         | Vigaszág 3. kör            | Vigaszág 4. kör   | Vigaszág 5. kör   | Vigaszág 6. kör           | Bronz- mérkőzés              | Döntő             | Helyezés |
| Versenyző       | Versenyszám | Ellenfél Eredmény                     | Ellenfél Eredmény                    | Ellenfél Eredmény                 | Ellenfél Eredmény             | Ellenfél Eredmény                       | Ellenfél Eredmény          | Ellenfél Eredmény | Ellenfél Eredmény | Ellenfél Eredmény         | Ellenfél Eredmény            | Ellenfél Eredmény | Helyezés |
| --------------- | ----------- | ------------------------------------- | ------------------------------------ | --------------------------------- | ----------------------------- | --------------------------------------- | -------------------------- | ----------------- | ----------------- | ------------------------- | ---------------------------- | ----------------- | -------- |
| Roman Kollar    | 52 kg       | Szaszajama Hideo (JPN) · 0–6          |                                      |                                   |                               | Carlos Varela (CUB) · 3–2               | Greg Woodcroft (CAN) · 3–6 | kiesett           | kiesett           | kiesett                   | kiesett                      |                   | 13.      |
| Radion Kertanti | 74 kg       | Turan Ceylan (TUR) · 4–3              | Kenny Monday (USA) · 1–5             |                                   |                               |                                         | Victor Peicov (MDA) · 0–5  | kiesett           | kiesett           | kiesett                   | kiesett                      |                   | 15.      |
| Jozef Lohyňa    | 90 kg       | Kavai Tacuo (JPN) · 5–0               | Bayanmönkhiin Gantogtokh (MGL) · 5–3 | Kim Ikhi (Kim Ik-Hui) (KOR) · 3–0 | Maharbek Hadarcev (RUS) · 1–7 |                                         |                            |                   |                   | Victor Kodei (NGR) · 10–0 | Eldar Kurtanidze (GEO) · 0–5 |                   | 4.       |
| Milan Mazáč     | 100 kg      | Konsztantyin Alekszandrov (KGZ) · 1–2 |                                      |                                   |                               | Dolgorsürengiin Sumyaabazar (MGL) · 2–4 | kiesett                    | kiesett           | kiesett           | kiesett                   | kiesett                      |                   | 15.      |

## Cselgáncs
Férfi
| Versenyző      | Versenyszám  | Selejtező                     | 32-es főtábla             | Nyolcaddöntő      | Negyeddöntő       | Elődöntő          | Vigaszág első kör | Vigaszág negyeddöntő | Vigaszág elődöntő | Bronz- mérkőzés   | Döntő             | Helyezés |
| Versenyző      | Versenyszám  | Ellenfél Eredmény             | Ellenfél Eredmény         | Ellenfél Eredmény | Ellenfél Eredmény | Ellenfél Eredmény | Ellenfél Eredmény | Ellenfél Eredmény    | Ellenfél Eredmény | Ellenfél Eredmény | Ellenfél Eredmény | Helyezés |
| -------------- | ------------ | ----------------------------- | ------------------------- | ----------------- | ----------------- | ----------------- | ----------------- | -------------------- | ----------------- | ----------------- | ----------------- | -------- |
| Marek Matuszek | Légsúly      | erőnyerő                      | Franck Chambily (FRA) · V | kiesett           | kiesett           | kiesett           |                   |                      |                   |                   |                   | 21.      |
| Semír Pepic    | Félnehézsúly | Mohammed Bu Szaher (KUW) · GY | Daniel Gowing (NZL) · V   | kiesett           | kiesett           | kiesett           |                   |                      |                   |                   |                   | 21.      |

## Evezés
Férfi
| Versenyző                 | Versenyszám  | Előfutam | Előfutam | 1. vigaszág | 1. vigaszág | 2. vigaszág | 2. vigaszág | Elődöntő | Elődöntő | Elődöntő | Döntő | Döntő   | Döntő | Helyezés |
| Versenyző                 | Versenyszám  | Idő      | Hely.    | Idő         | Hely.       | Idő         | Hely.       | Típus    | Idő      | Hely.    | Típus | Idő     | Hely. | Helyezés |
| ------------------------- | ------------ | -------- | -------- | ----------- | ----------- | ----------- | ----------- | -------- | -------- | -------- | ----- | ------- | ----- | -------- |
| Ondrej Hambálek Ján Žiška | Kétpárevezős | 6:55,87  | 4.       | 6:53,64     | 2.          | erőnyerő    | erőnyerő    | A/B      | 6:55,73  | 6.       | B     | 6:26,51 | 5.    | 11.      |

## Kajak-kenu

### Síkvízi
Férfi
| Versenyző                 | Versenyszám         | Előfutam | Előfutam | Előfutam | Vigaszág | Vigaszág | Vigaszág | Elődöntő | Elődöntő | Elődöntő | Döntő    | Döntő    |
| Versenyző                 | Versenyszám         | Idő      | Hely.    | Össz.    | Idő      | Hely.    | Össz.    | Idő      | Hely.    | Össz.    | Idő      | Helyezés |
| ------------------------- | ------------------- | -------- | -------- | -------- | -------- | -------- | -------- | -------- | -------- | -------- | -------- | -------- |
| Róbert Erban              | Kajak egyes 500 m   | 1:43,563 | 5.       | 13.      | 1:43,184 | 1.       | 3.       | 1:41,425 | 4.       | 8.       | 1:40,407 | 8.       |
| Róbert Erban              | Kajak egyes 1000 m  | 3:48,956 | 4.       | 8.       | 4:01,917 | 1.       | 1.       | 3:46,633 | 5.       | 12.      | kiesett  | kiesett  |
| Juraj Kadnár Attila Szabó | Kajak kettes 1000 m | 3:49,026 | 6.       | 16.      | 3:34,436 | 2.       | 3.       | 3:20,904 | 6.       | 11.      | kiesett  | kiesett  |
| Slavomír Kňazovický       | Kenu egyes 500 m    | 1:52,971 | 2.       | 2.       |          |          |          | erőnyerő | erőnyerő | erőnyerő | 1:50,510 |          |
| Ján Kubica                | Kenu egyes 1000 m   | 4:33,810 | 7.       | 11.      |          |          |          | 4:22,773 | 4.       | 10.      | kiesett  | kiesett  |
| Orosz Csaba Peter Páleš   | Kenu kettes 500 m   | 1:45,893 | 4.       | 7.       | 1:47,965 | 2.       | 2.       | 1:43,757 | 5.       | 7.       | 1:44,116 | 8.       |
| Orosz Csaba Peter Páleš   | Kenu kettes 1000 m  | 4:12,789 | 3.       | 8.       |          |          |          | 3:44,628 | 2.       | 2.       | 3:36,938 | 7.       |

### Szlalom
| Versenyző               | Versenyszám       | Döntő    | Döntő    | Döntő    | Döntő    | Döntő         | Döntő         |
| Versenyző               | Versenyszám       | 1. futam | 1. futam | 2. futam | 2. futam | Jobb eredmény | Jobb eredmény |
| Versenyző               | Versenyszám       | Pont     | Hely.    | Pont     | Hely.    | Pont          | Helyezés      |
| ----------------------- | ----------------- | -------- | -------- | -------- | -------- | ------------- | ------------- |
| Miroslav Stanovský      | Férfi kajak egyes | 165,17   | 24.      | 146,59   | 6.       | 146,59        | 10.           |
| Peter Nagy              | Férfi kajak egyes | 211,54   | 36.      | 148,35   | 7.       | 148,35        | 13.           |
| Michal Martikán         | Férfi kenu egyes  | 160,88   | 6.       | 151,03   | 1.       | 151,03        |               |
| Juraj Minčík            | Férfi kenu egyes  | 182,60   | 20.      | 166,45   | 10.      | 166,45        | 15.           |
| Ľuboš Šoška Peter Šoška | Férfi kenu kettes | 184,90   | 7.       | 175,38   | 9.       | 175,38        | 10.           |
| Roman Štrba Roman Vajs  | Férfi kenu kettes | 194,40   | 11.      | 200,67   | 13.      | 194,40        | 13.           |
| Gabriela Brosková       | Női kajak egyes   | 230,67   | 17.      | 172,57   | 5.       | 172,57        | 5.            |
| Elena Kaliská           | Női kajak egyes   | 229,85   | 16.      | 190,45   | 13.      | 190,45        | 19.           |

## Kerékpározás

### Hegyi-kerékpározás
| Versenyző            | Versenyszám        | Idő                | Helyezés |
| -------------------- | ------------------ | ------------------ | -------- |
| Peter Hric           | Férfi terepverseny | 2:46:22 (+0:28:44) | 30.      |
| Eva Loweová-Orvošová | Női terepverseny   | 1:57:56 (+0:07:05) | 9.       |
| Lenka Ilavská        | Női terepverseny   | 2:04:43 (+0:13:52) | 21.      |

### Országúti kerékpározás
Férfi
| Versenyző       | Versenyszám   | Idő                | Helyezés      |
| --------------- | ------------- | ------------------ | ------------- |
| Milan Dvorščík  | Időfutam      | 1:12:54 (+0:08:49) | 34.           |
| Milan Dvorščík  | Mezőnyverseny | 4:56:46 (+2:50)    | 59.           |
| Ján Valach      | Mezőnyverseny | 4:56:48 (+2:52)    | 68.           |
| Pavel Zaduban   | Mezőnyverseny | 5:05:39 (+11:43)   | 115.          |
| Nagy Róbert     | Mezőnyverseny | nem ért célba      | nem ért célba |
| Miroslav Lipták | Mezőnyverseny | nem ért célba      | nem ért célba |
| Miroslav Lipták | Időfutam      | 1:12:28 (+0:08:23) | 31.           |

Női
| Versenyző            | Versenyszám   | Idő                | Helyezés |
| -------------------- | ------------- | ------------------ | -------- |
| Eva Loweová-Orvošová | Mezőnyverseny | 2:37:06 (+0:53)    | 27.      |
| Lenka Ilavská        | Mezőnyverseny | 2:37:06 (+0:53)    | 24.      |
| Lenka Ilavská        | Időfutam      | 0:39:57 (+0:03:17) | 17.      |

### Pálya-kerékpározás
Sprintversenyek
| Versenyző      | Versenyszám  | Selejtező | Selejtező | 1. forduló                      | Vigaszág                           | Vigaszág | 2. forduló                     | Vigaszág                                                    | Vigaszág | Nyolcaddöntő         | Vigaszág               | Vigaszág | Negyeddöntő          | 5–8. helyért           | 5–8. helyért | Elődöntő             | Döntő                | Helyezés |
| Versenyző      | Versenyszám  | Idő       | Hely.     | Ellenfél Győztes idő            | Ellenfelek Győztes idő             | Hely.    | Ellenfél Győztes idő           | Ellenfelek Győztes idő                                      | Hely.    | Ellenfél Győztes idő | Ellenfelek Győztes idő | Hely.    | Ellenfél Győztes idő | Ellenfelek Győztes idő | Hely.        | Ellenfél Győztes idő | Ellenfél Győztes idő | Helyezés |
| -------------- | ------------ | --------- | --------- | ------------------------------- | ---------------------------------- | -------- | ------------------------------ | ----------------------------------------------------------- | -------- | -------------------- | ---------------------- | -------- | -------------------- | ---------------------- | ------------ | -------------------- | -------------------- | -------- |
| Martin Hrbáček | Férfi egyéni | 10,693    | 16.       | Viesturs Bērziņš (LAT) · 11,008 | Gianluca Capitano (ITA) · 11,076   | 1.       | Marty Nothstein (USA) · 10,899 | Frédéric Magné (FRA) · José Antonio Escuredo (ESP) · 11,035 | 2.       | kiesett              | kiesett                | kiesett  | kiesett              | kiesett                | kiesett      | kiesett              | kiesett              | kiesett  |
| Peter Bazálik  | Férfi egyéni | 10,837    | 20.       | Eyk Pokorny (GER) · 10,995      | Jean-Pierre van Zyl (RSA) · 11,222 | 1.       | Curt Harnett (CAN) · 11,058    | José Moreno (ESP) · Jeórjiosz Himonétosz (GRE) · 11,089     | 3.       | kiesett              | kiesett                | kiesett  | kiesett              | kiesett                | kiesett      | kiesett              | kiesett              | kiesett  |

## Ökölvívás
| Versenyző      | Versenyszám | Selejtező                    | Nyolcaddöntő                | Negyeddöntő       | Elődöntő          | Döntő             | Helyezés |
| Versenyző      | Versenyszám | Ellenfél Eredmény            | Ellenfél Eredmény           | Ellenfél Eredmény | Ellenfél Eredmény | Ellenfél Eredmény | Helyezés |
| -------------- | ----------- | ---------------------------- | --------------------------- | ----------------- | ----------------- | ----------------- | -------- |
| Peter Baláž    | Papírsúly   | La Paene Masara (INA) · 3–13 | kiesett                     | kiesett           | kiesett           | kiesett           | 17.      |
| Gabriel Križan | Harmatsúly  | erőnyerő                     | Rachid Bouaita (FRA) · 6–13 | kiesett           | kiesett           | kiesett           | 9.       |

## Sportlövészet
Férfi
| Versenyző       | Versenyszám           | Selejtező | Selejtező | Döntő   | Döntő    |
| Versenyző       | Versenyszám           | Pont      | Helyezés  | Pont    | Helyezés |
| --------------- | --------------------- | --------- | --------- | ------- | -------- |
| Ján Fabo        | Légpisztoly           | 569       | 44.**     | kiesett | kiesett  |
| Ján Fabo        | Szabadpisztoly        | 556       | 20.****   | kiesett | kiesett  |
| Gönci József    | Légpuska              | 584       | 28.*      | kiesett | kiesett  |
| Gönci József    | Sportpuska, fekvő     | 599       | 2.        | 701,9   |          |
| Gönci József    | Sportpuska, összetett | 1166      | 7.*       | 1,267,7 | 5.       |
| Vladimír Slamka | Trap                  | 122       | 5.        | 145     | 6.       |
| Vladimír Slamka | Dupla trap            | 126       | 25.*      | kiesett | kiesett  |

* - egy másik versenyzővel azonos eredményt ért el

** - két másik versenyzővel azonos eredményt ért el

**** - négy másik versenyzővel azonos eredményt ért el

## Súlyemelés
| Versenyző      | Versenyszám | Szakítás | Szakítás | Lökés    | Lökés    | Összesen | Helyezés |
| Versenyző      | Versenyszám | Eredmény | Helyezés | Eredmény | Helyezés | Összesen | Helyezés |
| -------------- | ----------- | -------- | -------- | -------- | -------- | -------- | -------- |
| Rudolf Lukáč   | 70 kg       | 135,0    | 20.*     | 167,5    | 20.      | 302,5    | 20.      |
| Martin Tešovič | 91 kg       | 162,5    | 17.      | 210,0    | 6.*      | 372,5    | 10.      |
| Jaroslav Jokeľ | 99 kg       | 160,0    | 16.*     | 192,5    | 16.*     | 352,5    | 16.      |

* - másik versenyzővel azonos eredményt ért el

## Tenisz
Férfi
| Versenyző                | Versenyszám | 64-es főtábla                            | 32-es főtábla                                             | Nyolcaddöntő      | Negyeddöntő       | Elődöntő          | Bronz- mérkőzés   | Döntő             | Helyezés |
| Versenyző                | Versenyszám | Ellenfél Eredmény                        | Ellenfél Eredmény                                         | Ellenfél Eredmény | Ellenfél Eredmény | Ellenfél Eredmény | Ellenfél Eredmény | Ellenfél Eredmény | Helyezés |
| ------------------------ | ----------- | ---------------------------------------- | --------------------------------------------------------- | ----------------- | ----------------- | ----------------- | ----------------- | ----------------- | -------- |
| Karol Kučera             | Egyes       | Dmitry Tomashevich (UZB) · 6–3, 2–6, 6–0 | Andre Agassi (USA) · 4–6, 4–6                             | kiesett           | kiesett           | kiesett           | kiesett           | kiesett           | 17.      |
| Ján Krošlák              | Egyes       | MaliVai Washington (USA) · 3–6, 6–7      | kiesett                                                   | kiesett           | kiesett           | kiesett           | kiesett           | kiesett           | 33.      |
| Ján Krošlák Karol Kučera | Páros       |                                          | Nagy-Britannia (GBR) · Neil Broad · Tim Henman · 3–6, 3–6 | kiesett           | kiesett           | kiesett           | kiesett           | kiesett           | 17.      |

Női
| Versenyző                        | Versenyszám | 64-es főtábla                 | 32-es főtábla                                                 | Nyolcaddöntő                     | Negyeddöntő       | Elődöntő          | Bronz- mérkőzés   | Döntő             | Helyezés |
| Versenyző                        | Versenyszám | Ellenfél Eredmény             | Ellenfél Eredmény                                             | Ellenfél Eredmény                | Ellenfél Eredmény | Ellenfél Eredmény | Ellenfél Eredmény | Ellenfél Eredmény | Helyezés |
| -------------------------------- | ----------- | ----------------------------- | ------------------------------------------------------------- | -------------------------------- | ----------------- | ----------------- | ----------------- | ----------------- | -------- |
| Karina Habšudová                 | Egyes       | Yayuk Basuki (INA) · 6–3, 6–3 | Laurence Courtois (BEL) · 7–5, 6–2                            | Iva Majoli (CRO) · 4–6, 6–3, 4–6 | kiesett           | kiesett           | kiesett           | kiesett           | 9.       |
| Radka Zrubáková                  | Egyes       | Jana Nejedly (CAN) · 6–3, 6–2 | Conchita Martínez (ESP) · 1–6, 4–6                            | kiesett                          | kiesett           | kiesett           | kiesett           | kiesett           | 17.      |
| Katarína Studeníková             | Egyes       | Szugijama Ai (JPN) · 2–6, 3–6 | kiesett                                                       | kiesett                          | kiesett           | kiesett           | kiesett           | kiesett           | 33.      |
| Karina Habšudová Radka Zrubáková | Páros       |                               | Svájc (SUI) · Martina Hingis · Patty Schnyder · 6–3, 4–6, 2–6 | kiesett                          | kiesett           | kiesett           | kiesett           | kiesett           | 17.      |

## Torna
Női
| Versenyző      | Versenyszám      | Selejtező | Selejtező | Döntő    | Döntő    |
| Versenyző      | Versenyszám      | Pontszám  | Helyezés  | Pontszám | Helyezés |
| -------------- | ---------------- | --------- | --------- | -------- | -------- |
| Klaudia Kinská | Talaj            | 17,874    | 88.       | kiesett  | kiesett  |
| Klaudia Kinská | Ugrás            | 18,062    | 89.       | kiesett  | kiesett  |
| Klaudia Kinská | Felemás korlát   | 17,687    | 85.       | kiesett  | kiesett  |
| Klaudia Kinská | Gerenda          | 16,925    | 85.       | kiesett  | kiesett  |
| Klaudia Kinská | Egyéni összetett | 70,548    | 70.       | kiesett  | kiesett  |

## Úszás
Férfi
| Versenyző         | Versenyszám | Előfutam | Előfutam | Előfutam | Döntő   | Döntő   | Döntő   | Helyezés |
| Versenyző         | Versenyszám | Idő      | Hely.    | Össz.    | Típus   | Idő     | Hely.   | Helyezés |
| ----------------- | ----------- | -------- | -------- | -------- | ------- | ------- | ------- | -------- |
| Miroslav Machovič | 100 m hát   | 57,78    | 3.       | 33.      | kiesett | kiesett | kiesett | kiesett  |
| Miroslav Machovič | 200 m hát   | 2:04,15  | 3.       | 19.      | kiesett | kiesett | kiesett | kiesett  |

Női
| Versenyző         | Versenyszám  | Előfutam | Előfutam | Előfutam | Döntő   | Döntő   | Döntő   | Helyezés |
| Versenyző         | Versenyszám  | Idő      | Hely.    | Össz.    | Típus   | Idő     | Hely.   | Helyezés |
| ----------------- | ------------ | -------- | -------- | -------- | ------- | ------- | ------- | -------- |
| Martina Moravcová | 100 m gyors  | 56,20    | 6.       | 11.      | B       | 56,47   | 7.      | 15.      |
| Martina Moravcová | 200 m gyors  | 2:00,99  | 2.       | 9.       | B       | 2:00,96 | 1.      | 9.       |
| Martina Moravcová | 400 m gyors  | 4:22,10  | 8.       | 27.      | kiesett | kiesett | kiesett | kiesett  |
| Martina Moravcová | 200 m vegyes | 2:16,50  | 3.       | 9.       | B       | 2:17,40 | 5.      | 13.      |
| Natália Kodajová  | 100 m mell   | 1:14,24  | 4.       | 37.      | kiesett | kiesett | kiesett | kiesett  |
| Natália Kodajová  | 200 m mell   | 2:45,21  | 6.       | 38.      | kiesett | kiesett | kiesett | kiesett  |

## Vitorlázás
Férfi
| Versenyző                     | Versenyszám     | Futam | Futam | Futam | Futam | Futam | Futam | Futam | Futam | Futam | Futam | Futam | Pontszám | Helyezés |
| Versenyző                     | Versenyszám     | 1     | 2     | 3     | 4     | 5     | 6     | 7     | 8     | 9     | 10    | 11    | Pontszám | Helyezés |
| ----------------------------- | --------------- | ----- | ----- | ----- | ----- | ----- | ----- | ----- | ----- | ----- | ----- | ----- | -------- | -------- |
| Patrik Pollák                 | Szörfvitorlázás | 19    | 23    | 25    | 19    | (29)  | 16    | (35)  | 25    | 28    |       |       | 155,0    | 27.      |
| Marek Valášek                 | Finn dingi      | 5     | 17    | 26    | (28)  | (27)  | 6     | 23    | 20    | 25    | 26    |       | 148,0    | 25.      |
| Igor Karvaš Jaroslav Ferianec | 470-es osztály  | 28    | (36)  | 31    | 31    | 29    | 20    | (34)  | 29    | 23    | 31    | 32    | 254,0    | 32.      |